# Gilles Bord
Gilles Bord, né le 27 avril 1969 à Vincennes, est un arbitre international français, qui appartenait au groupe 1 des arbitres de la Fédération française de handball.
Actuellement, il n'officie plus sur les terrains mais fait partie de la Commission centrale d'arbitrage, en qualité d'expert associé et d'encadrant des arbitres de haut niveau.

## Biographie

### Handball
Avec son binôme Olivier Buy, il arbitre son premier match de Division 1 en 1993.
En 1994, le binôme obtient le grade d'arbitre fédéral et d'arbitre international de l'IHF. Leurs premières compétitions internationales arbitrées sont les Championnats du monde universitaire (1994 et 1995), Championnats du monde espoirs (1997 et 1999), Championnat d'Europe junior (1998)...
En 1999, ils prennent part à leur premier Championnat du monde féminin puis à leur premier Championnat du monde masculin à l'occasion du Mondial 2001 en France : « Nous n'étions que la paire de réserve et nous avons remplacé François Garcia et Jean-Pierre Moréno car ce dernier s'était blessé ». Le binôme a également arbitré à deux reprises lors des Jeux olympiques, en 2004 puis en 2008.
Il est alors, avec son binôme, la paire d'arbitre de handball français la plus reconnue et respectée pour sa compétence et la qualité de son arbitrage, tant par les instances du handball, comme en témoignent les nombreuses compétitions européennes et internationales sur lesquelles ils eurent l'honneur d'être désignés, que par les acteurs du handball français, qui les éliront en meilleure paire d'arbitres de la LNH en 2007.

### Autre
Parallèlement à ses activités arbitrales, il est cadre à la RATP.
En janvier 2018, il est élu maire de la commune de Pontault-Combault sous l'étiquette du Parti socialiste. Le 15 mars 2020, il est réélu maire avec 60,43 % des voix dès le premier tour. En 2021, il quitte le PS puis rejoint en 2023 La Convention.